# Neolophonotus malawi
Neolophonotus malawi är en tvåvingeart som beskrevs av Jason Gilbert Hayden Londt 1988. Neolophonotus malawi ingår i släktet Neolophonotus och familjen rovflugor.
Artens utbredningsområde är Malawi. Inga underarter finns listade i Catalogue of Life.